# Maikainit
Maikainit ist ein sehr selten vorkommendes Mineral aus der Mineralklasse der Sulfide und Sulfosalze. Er kristallisiert im kubischen Kristallsystem mit der Zusammensetzung Cu10Fe3MoGe3S16, ist also chemisch gesehen ein Kupfer-Eisen-Molybdän-Germanium-Sulfid.
Maikainit ist undurchsichtig und konnte bisher nur in Form mikroskopisch kleiner, oktaedrischer oder rhombendodekaedrischer Kristalle sowie gerundeter Körner von gelber Farbe und metallischem Glanz gefunden werden.

## Etymologie und Geschichte
Maikainit ist nach der Typlokalität, der Maikain-Goldlagerstätte in Kasachstan, benannt. Erstmals beschrieben wurde das Mineral 2003 durch E. M. Spiridonov.

## Klassifikation
In der mittlerweile veralteten, aber noch gebräuchlichen 8. Auflage der Mineralsystematik nach Strunz gehörte der Maikainit zur Abteilung der „Sulfide mit dem Stoffmengenverhältnis Metall : S,Se,Te ≈ 1 : 1“, wo er zusammen mit Colusit, Germanit, Germanocolusit, Morozeviczit, Nekrasovit, Ovamboit, Polkovicit, Renierit, Stibiocolusit, Sulvanit und Vinciennit die „Colusit-Gruppe“ mit der System-Nr. II/C.10 bildete.
Die seit 2001 gültige und von der International Mineralogical Association (IMA) verwendete 9. Auflage der Strunz’schen Mineralsystematik ordnet den Maikainit ebenfalls in die Abteilung der „Metallsulfide, M : S = 1 : 1 (und ähnliche)“ ein. Diese ist allerdings weiter unterteilt nach den in der Verbindung vorherrschenden Metallen, so dass das Mineral entsprechend seiner Zusammensetzung in der Unterabteilung „mit Zink (Zn), Eisen (Fe), Kupfer (Cu), Silber (Ag) usw.“ zu finden ist, wo es zusammen mit Colusit, Germanit, Germanocolusit, Nekrasovit, Ovamboit und Stibiocolusit die „Germanitgruppe“ mit der System-Nr. 2.CB.30 bildet.
Auch die vorwiegend im englischen Sprachraum gebräuchliche Systematik der Minerale nach Dana ordnet den Maikainit in die Klasse der „Sulfide und Sulfosalze“ und dort in die Abteilung der „Sulfidminerale“ ein. Hier ist er zusammen mit Renierit, Germanit und Ovamboit in der „Germanitgruppe“ mit der System-Nr. 02.09.04 innerhalb der Unterabteilung „Sulfide – einschließlich Selenide und Telluride – mit der Zusammensetzung AmBnXp, mit (m+n) : p = 1 : 1“ zu finden.

## Bildung und Fundorte
Maikainit fand sich eingeschlossen in Ovamboit sowie als Überwachsung von Colusit. Die Paragenese umfasst weiterhin die Minerale Sphalerit, Bornit und Baryt. Maikainit bildet mit Ovamboit eine kontinuierliche Mischkristallreihe, die durch die Ersetzung von Molybdän durch Wolfram und zusätzliche Variationen in der Belegung des Eisen-Kupfer-Gitterplatzes gekennzeichnet ist.
Neben dem Erstfund in Kasachstan wurde Maikainit bislang nur noch in der geologisch ähnlichen Tsumeb-Lagerstätte in Namibia entdeckt.

## Kristallstruktur
Maikainit kristallisiert kubisch in der Raumgruppe P43n (Raumgruppen-Nr. 218) mit dem Gitterparameter a = 10,64 Å sowie eine Formeleinheit pro Elementarzelle.